# Otwarte mistrzostwa świata teamów mikstowych w brydżu sportowym
Otwarte mistrzostwa świata teamów mikstowych w brydżu sportowym – zawody teamów mikstowych w brydżu sportowym, które odbywają się w czasie olimpiad brydżowych. W zawodach tych startować mogą zespoły z różnych krajów bez ograniczeń na liczbę zawodników z poszczególnych federacji. Zawody odbywają się w co 4 lata w latach przestępnych.
Pierwsze edycje tych zawodów odbyły się w czasie olimpiad brydżowych w latach 1962, 1972 i 1974.
Ponownie te zawody zostały uruchomione w roku 1996. Od roku 2008 odbywają się w czasie Olimpiad Sportów Umysłowych.
Od roku 2010 dodatkowo tytuły w tej kategorii przyznawane są również w czasie otwartych mistrzostw świata.

## Podsumowanie medalowe
Poniższa tabela pokazuje zawodnicy z jakich krajów zdobyli medale. Jeśli w drużynie, która zdobyła medal, występowali zawodnicy z kilku krajów to każdemu z tych krajów jest on przyznany. Najechanie myszką nad liczbę medali pokazuje numery zawodów na których te medale zostały zdobyte. Dane można sortować według krajów lub liczby medali.
| Stany Zjednoczone | USA             | 7                  | 4  | 3  |
| Holandia          | Holandia        | 2                  | 1  |    |
| Niemcy            | Niemcy          | 2                  |    |    |
| Francja           | Francja         | 1                  | 1  | 2  |
| Kanada            | Kanada          | 1                  | 1  | 1  |
| Polska            | Polska          | 1                  |    | 1  |
| Anglia            | Anglia          | 1                  |    |    |
|                   | Chińskie Tajpej | 1                  |    |    |
| Islandia          | Islandia        | 1                  |    |    |
| Izrael            | Izrael          | 1                  |    |    |
| Szkocja           | Szkocja         | 1                  |    |    |
| Turcja            | Turcja          | 1                  |    |    |
| Wielka Brytania   | Wielka Brytania | 1                  |    |    |
| Włochy            | Włochy          | 1                  |    |    |
|                   | Chiny           | _00_01_04_Chiny    | 1  | 4  |
| Białoruś          | Białoruś        | _00_01_00_Białoruś | 1  |    |
| Bułgaria          | Bułgaria        | _00_01_00_Bułgaria | 1  |    |
| Rosja             | Rosja           | _00_01_00_Rosja    | 1  |    |
| Austria           | Austria         | _00_00_01_Austria  |    | 1  |
| Belgia            | Belgia          | _00_00_01_Belgia   |    | 1  |
| Razem             | Razem           | 22                 | 11 | 12 |

## Miejsca medalowe
| Otwarte Mistrzostwa Świata Teamów Mikstowych w brydżu sportowym | Otwarte Mistrzostwa Świata Teamów Mikstowych w brydżu sportowym            | Otwarte Mistrzostwa Świata Teamów Mikstowych w brydżu sportowym                                                                         |
| Lp                                                              | Miejsce                                                                    | Zespół i skład |
| --------------------------------------------------------------- | -------------------------------------------------------------------------- | --- |
| W14:                                                            | 2014, 10 do 25 października, Sanya, (Chiny) 89 zespołów                    | 2014, 10 do 25 października, Sanya, (Chiny) 89 zespołów                                                                                 |
| W14:                                                            | 1                                                                          | Salvo Sabine Auken, Zia Mahmood, Marion Michielsen, Anita Sinclair, Roy Welland, Nafiz Zorlu                                            |
| W14:                                                            | 2                                                                          | Geely Automobile Dai Jianming, Gui Shenyue, Wang Hongli, Wang Liping, Yang Lixin, Zhang Yu                                              |
| W14:                                                            | 3                                                                          | Rossard Danièle Avon, Grażyna Brewiak, Wojciech Gaweł, Jerzy Romanowski, Martine Rossard, Jean-Michel Voldoire                          |
| W14:                                                            | 3                                                                          | Saic Hu Maoyuan, Liu Yiqian, Wang Weimin, Wang Wenfei, Zhou Yongmei, Zhuang Zejun                                                       |
| T5:                                                             | 2012, 9 do 23 sierpnia, Lille, (Francja) 84 zespoły                        | 2012, 9 do 23 sierpnia, Lille, (Francja) 84 zespoły                                                                                     |
| T5:                                                             | 1                                                                          | MILNER Petra Hamman, Hemant Lall, Reese Milner, Jacek Pszczoła, Gabriella Olivieri, Meike Wortel                                        |
| T5:                                                             | 2                                                                          | CANADA Judith Gartaganis, Nicholas Gartaganis, Daniel Korbel, Hazel Wolpert, Darren Wolpert, Linda Wynston                              |
| T5:                                                             | 3                                                                          | SAIC RED Dai Jianming, Hu Maoyuan, Liu Yiqian, Wang Liping, Wang Wenfei, Zhuang Zejun                                                   |
| W13:                                                            | 2010, 1 do 16 października, Filadelfia, (USA) 81 zespołów                  | 2010, 1 do 16 października, Filadelfia, (USA) 81 zespołów                                                                               |
| W13:                                                            | 1                                                                          | Hinze Connie Goldberg, Greg Hinze, Dale Johannesen, Lynn Johannesen, Daniel Lavee, JoAnn Sprung                                         |
| W13:                                                            | 2                                                                          | Hansa Narasimhan Bobby Levin, Jill Levin, Irina Lewitina, Hansa Narasimhan, Eddie Wold                                                  |
| W13:                                                            | 3                                                                          | Steelers Linda Gordon, Robb Gordon, Mike McNamara, Sylwia McNamara, Jo Morse, Warren Oberfield                                          |
| T4:                                                             | 2008, 3 do 18 października, Pekin, (Chiny) 120 zespołów                    | 2008, 3 do 18 października, Pekin, (Chiny) 120 zespołów                                                                                 |
| T4:                                                             | 1                                                                          | YEH BROS Gong Fang-wen, Hu Sheau-fong, Gloria Meng, Shen Chih-kuo, Shih Juei-yu, Yeh Chen                                               |
| T4:                                                             | 2                                                                          | RUSSIA Swiatłana Badrankowa, Aleksandr Dubinin, Andriej Gromow, Wiktorija Gromowa, Tatjana Ponomariowa, Wiktorija Wolina                |
| T4:                                                             | 3                                                                          | A – EVERTRUST HOLDING GROUP Du Bing, Gan Lin, Hou Xu, Huang Yan, Lin Rongqiang, Shi Zhengjun                                            |
| T3:                                                             | 2004, 2 do 6 listopada, Stambuł, (Turcja) 130 zespołów                     | 2004, 2 do 6 listopada, Stambuł, (Turcja) 130 zespołów                                                                                  |
| T3:                                                             | 1                                                                          | AUKEN Sabine Auken, Paul Chemla, Catherine Saul, Zia Mahmood                                                                            |
| T3:                                                             | 2                                                                          | BATOV Wasił Batow, Steliana Iwanowa, Ralica Mirczewa, Julijan Stefanow                                                                  |
| T3:                                                             | 3                                                                          | ZHANG Fu Zhong, Lu Yan, Sun Ming, Wang Liping, Wang Weimin, Zhou Qinghong                                                               |
| T2:                                                             | 2000, 26 sierpnia do 9 września, Maastricht, (Holandia) 68 zespołów        | 2000, 26 sierpnia do 9 września, Maastricht, (Holandia) 68 zespołów                                                                     |
| T2:                                                             | 1                                                                          | E-BRIDGE Piotr Gawryś, Sam Lev, Irina Lewitina, Jill Meyers, John Mohan, Migry Albu                                                     |
| T2:                                                             | 2                                                                          | BESSIS Michel Bessis, Véronique Bessis, Paul Chemla, Catherine Saul                                                                     |
| T2:                                                             | 3                                                                          | WERNLE Doris Fischer, Andreas Gloyer, Martin Schifko, Jovanka Smederevac, Sascha Wernle                                                 |
| T1:                                                             | 1996, 29 października do 2 listopada, Rodos (miasto), (Grecja) 86 zespołów | 1996, 29 października do 2 listopada, Rodos (miasto), (Grecja) 86 zespołów                                                              |
| T1:                                                             | 1                                                                          | HEATHER Jon Baldursson, Heather Dunstan (England), Björn Eysteinsson, Ragnar Hermannsson, Aðalsteinn Jörgensen, Elizabeth (Liz) McGowan |
| T1:                                                             | 2                                                                          | FELDMAN Mark Feldman, Sharon Osberg, Bill Pollack, Rozanne Pollack                                                                      |
| T1:                                                             | 3                                                                          | NAHMENS Pierre Adad, Christine Nahmens, Alain Nahmias, Elisabeth Schaufelberger                                                         |
| M3:                                                             | 1974, 4 do 17 maja, Las Palmas, (Hiszpania)                                | 1974, 4 do 17 maja, Las Palmas, (Hiszpania)                                                                                             |
| M3:                                                             | 1                                                                          | MORSE Peggy Lipsitz, Robert Lipsitz, Jo Morse, Steve Parker, Steve Robinson                                                             |
| M3:                                                             | 2                                                                          | STAYMAN Jimmy Cayne, Matt Granovetter, Jacqui Mitchell, Victor Mitchell, Tubby Stayman                                                  |
| M3:                                                             | 3                                                                          | CAPPELLETTI Kathie Cappelletti, Mike Cappelletti Sr., Bob Lewis, Lois Anne Veren                                                        |
| M2:                                                             | 1972, Miami Beach, (USA)                                                   | 1972, Miami Beach, (USA) |
| M2:                                                             | 1                                                                          | Jacoby Nancy Alpaugh, Bobby Goldman, Jim Jacoby, Heitie Noland, Betsey Wolff, Bobby Wolff                                               |
| M2:                                                             | 2                                                                          | Roth Gail Moss, Mike Moss, Barbara Rappaport, Alvin Roth                                                                                |
| M2:                                                             | 3                                                                          | Schwenke Sheila Forbes, Bob Hamman, Shirley Neilson, Jack Schwenke                                                                      |
| M1:                                                             | 1962, 27 kwietnia do 4 maja, Cannes, (Francja)                             | 1962, 27 kwietnia do 4 maja, Cannes, (Francja)                                                                                          |
| M1:                                                             | 1                                                                          | GREAT BRITAIN Nico Gardener, Fritzi Gordon, Rixi Markus, Boris Schapiro                                                                 |
| M1:                                                             | 2                                                                          | NETHERLANDS Herman Filarski, Dicky Vos-Hoogenkamp, Bram Kornalijnslijper, Jopi Westerveld                                               |
| M1:                                                             | 3                                                                          | BELGIUM Louia Bogaerts, Claude Hemricourt, Helen Kover, Simone Moulia, Nicholas Savostin                                                |